# 下半身写作
下半身写作是一种独立的中國現代詩歌写作流派。2000年《下半身》诗刊由沈浩波等创立，同年《下半身写作及反对上半身》发表。之后下半身写作逐渐演变成一个独立的流派。下半身写作意指一种形而下的反知识和文化的写作姿态，强调生命力的真实性。其代表人物有沈浩波、尹丽川、南人、朵渔、巫昂、李师江等。
朵渔后获得“柔刚诗歌奖”。